# گور اوزلی
سِر گور اوزلی، نخستین بارونت (به انگلیسی: Sir Gore Ouseley, 1st Baronet) (زاده ۶ دسامبر ۱۷۷۰ - درگذشته ۱۸ نوامبر ۱۸۴۴) بازرگان، زبان‌شناس، دیپلمات بریتانیایی و پس از دادمور کاتن نخستین سفیر بریتانیا در ایران بود.
در جلد اول کتاب فراموش خانه اسماعیل رائین  ماموریت او چنین بیان می شود:
۱.قرارداد هایی با ایران منعقد سازد.
۲.برای ضعیف نگاه داشتن ایران بخش هایی از این کشور را تجزیه کند.
۳.سازمان های خرابکاری و اطلاعاتی به وجود آورد.
۴.لژ فراماسونری را تأسیس کند.
گلستان سعدی زیر نظارت گور اوزلی در لندن به چاپ رسید و چیرگی وی به زبان فارسی به آن حد بود که می‌توانست ادبیات و شعرای فارسی زبان را مورد نقد و ارزیابی قرار دهد.
گور اوزلی سفیر بریتانیا در ایران به علت در خطر بودن منافع بریتانیا در هندوستان دستور داشت به گونه‌ای ایران را در برابر سلطه امپراتوری روسیه مصون نگه دارد تا ایران بتواند به صورت حائلی بین هندوستان مستعمره بریتانیا و امپراتوری روسیه قرار گیرد.
خطر تسلط روسیه زیاد بود و گور اوزلی می‌بایست راهی برای پایان جنگ بیابد تا جلوی پیشرفت امپراتوری روسیه به سمت ایران گرفته شود. او دیپلماتی کارکشته بود و توانست مقدمات مصالحه بین دو کشور را فراهم کند.
پس از آنکه سر گور اوزلی معاهده گلستان را بین ایران و روس واسطه شد و از راه روسیه به انگلستان بازگشت گزارشی بدولت انگلیس در باب ایران داد. در آنجا می‌گوید: «حال که خطر ناپلئون بر طرف شد و سرحدات هندوستان از تجاوز مصون ماند در این صورت باید ملت ایران را گذاشت در همین توحش و بربریت باقی بمانند.»
یکی از دلائلی که باعث شد فتحعلی‌شاه به امضای قرارداد «عهدنامه گلستان» رضا دهد، اصرار و ابرام گور اوزلی بود. در تنظیم قرارداد صلح، عهدنامه گلستان، وی به عنوان میانجی حضور داشت.

## عهدنامه گلستان
در ۲۴ اکتبر ۱۸۱۳ میلادی، و در زمان سلطنت فتحعلی‌شاه قاجار، معاهده‌ای صلحی در در قریه گلستان بین ایران و امپراتوری روسیه منعقد شد که در پی آن عهدنامه، مناطقی از خاک ایران جدا شده و به خاک روسیه ضمیمه شد.
نوشتن این عهدنامه بر عهده گور اوزلی بود.